# Amt Föhr-Amrum
La comunità amministrativa di Föhr-Amrum (Amt Föhr-Amrum) si trova nel circondario della Frisia Settentrionale nello Schleswig-Holstein, in Germania.
La comunità amministrativa comprende le isole di Föhr e Amrum.

## Suddivisione
Comprende 15 comuni.
- Sull'isola di Amrum si trovano:

1. Nebel (976)
2. Norddorf (584)
3. Wittdün (829)

- Sull'isola di Föhr si trovano:

1. Alkersum (391)
2. Borgsum (328)
3. Dunsum (71)
4. Midlum (433)
5. Nieblum (588)
6. Oevenum (460)
7. Oldsum (519)
8. Süderende (174)
9. Utersum (406)
10. Witsum (47)
11. Wrixum (578)
12. Wyk auf Föhr, città (4 384)

Il capoluogo è Wyk auf Föhr.
(Tra parentesi i dati della popolazione al 31 dicembre 2021)